# 東京有明医療大学
東京有明医療大学（とうきょうありあけいりょうだいがく、英語: Tokyo Ariake University of Medical and Health Sciences）は、東京都江東区有明2-9-1に本部を置く日本の私立大学。2009年創立、2008年大学設置。大学の略称はTAU。

## 沿革
- 2009年4月 - 保健医療学部と看護学部の2学部をもって開学する。
- 2013年4月 - 保健医療学研究科と看護学研究科を開設する。

## 学部
- 保健医療学部
  - 鍼灸学科
  - 柔道整復学科
- 看護学部
  - 看護学科

## 大学院
- 保健医療学研究科 (博士後期課程)　-　平成27年度設置
  - 保健医療学専攻 鍼灸学分野 学位:博士(鍼灸学)
  - 保健医療学専攻 柔道整復学分野 学位:博士(柔道整復学)　-　日本初

- 保健医療学研究科 (博士前期課程)
  - 保健医療学専攻 鍼灸学分野 学位:修士(鍼灸学)
  - 保健医療学専攻 柔道整復学分野 学位:修士(柔道整復学)

- 看護学研究科　（修士課程）
  - 看護学専攻 学位:修士(看護学)

## 附属医療施設
- 附属鍼灸センター
- 附属接骨センター
- 東京有明医療大学附属クリニック（内科・外科 ・整形外科）

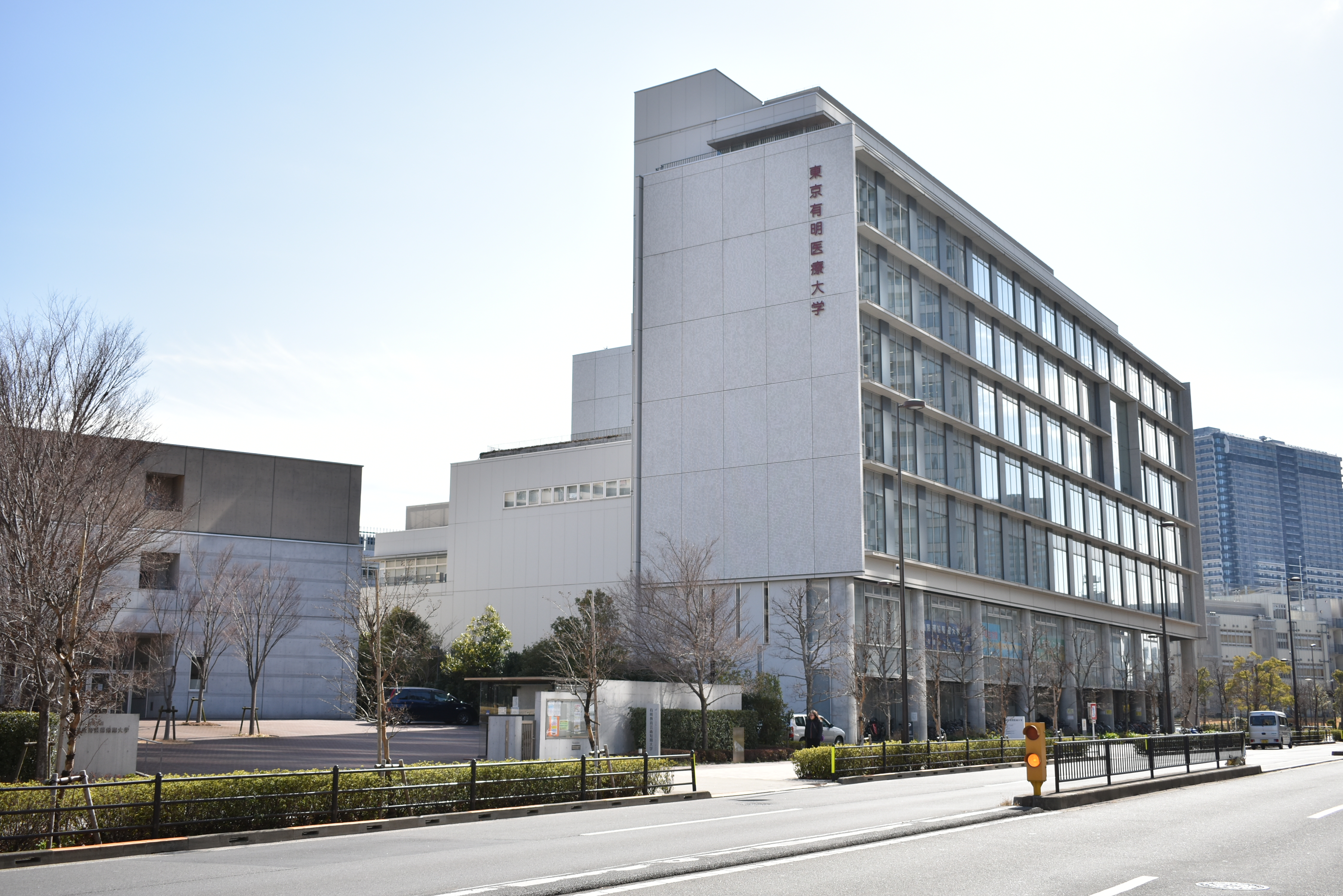
北西側より見る（2019年2月21日撮影）

## 最寄駅
- 東京臨海高速鉄道りんかい線：東雲駅
- 東京臨海高速鉄道りんかい線：国際展示場駅
- 新交通ゆりかもめ（東京臨海新交通臨海線）：有明テニスの森駅
- 都営バス(海01系統、東16、都05系統)：有明小中学校前下車